# Bartsia filiformis
Bartsia filiformis är en snyltrotsväxtart som beskrevs av Hugh Algernon Weddell. Bartsia filiformis ingår i släktet svarthösläktet, och familjen snyltrotsväxter. Inga underarter finns listade i Catalogue of Life.